# Kevin (Probably) Saves the World
Kevin (Probably) Saves the World (englisch für Kevin rettet (möglicherweise) die Welt) ist eine US-amerikanische Dramedyserie des Senders American Broadcasting Company. Sie wurde vom 3. Oktober 2017 bis zum 6. März 2018 ausgestrahlt. Die ursprüngliche Episodenorder von 13 Folgen wurde während der Ausstrahlung auf 16 Folgen erweitert. Nach einer Staffel wurde die Fernsehserie abgesetzt.

## Inhalt
Kevin zieht nach einem missglückten Suizidversuch zu seiner Zwillingsschwester Amy, einer Professorin am örtlichen College, und ihrer Tochter Reese. Kurz darauf begegnet er einem übernatürlichen Wesen namens Yvette, das sich als Bote Gottes ausgibt. Sie erklärt, Gott habe Kevin auserwählt, die Welt zu retten, und sie sei entsandt worden, um ihn dabei zu führen und zu beschützen. Zunächst kann nur Kevin Yvette wahrnehmen, was seine Umgebung an seiner geistigen Verfassung zweifeln lässt. Um spirituelle Kräfte zu entwickeln, soll er gute Taten vollbringen, die ihn zugleich zu persönlicher Reifung und moralischer Läuterung führen sollen.

## Besetzung

### Hauptbesetzung
- Jason Ritter als Kevin Finn
- Joanna García Swisher als Amy Cabrera
- Kimberly Hebert Gregory als Yvette
- India de Beaufort als Kristin Allen
- J. August Richards als Sheriff Deputy Nathan Purcell
- Chloe East als Reese Cabrera
- Dustin Ybarra als Tyler Medina

### Wiederkehrende und Gastdarsteller
- Lauren Blumenfeld als Ava
- Lesley Boone als Lucille
- Will Sasso als Dave
- Abbey McBride als Becky Simpson
- Barbara Eve Harris als Colonel O’Donnell
- Michael Harney als Karl Gilmore
- Sam Huntington als Jake Gilmore
- Emma Bell als Deb
- Richard Masur als Dr. Sloane
- Kate Flannery als Anne
- Brandon Quinn als Ignacio „Iggy“ DePerro
- Anjali Bhimani als Susan Allen
- David Huynh als Vong
- Troy Evans als Gus
- Sprague Grayden als Shea
- Rhenzy Feliz als Marc
- Currie Graham als Barry